# Pseudomeges
Pseudomeges es un género de escarabajos longicornios de la tribu Lamiini. Se distribuye por Asia.

## Especies
- Pseudomeges marmoratus (Westwood, 1848)
- Pseudomeges varioti Le Moult, 1946